# Rondilla de Santa Teresa
Rondilla de Santa Teresa, llamado también La Rondilla, es un barrio de Valladolid, con una superficie total de 82 hectáreas aproximadamente (2,5% del suelo urbano de Valladolid ), sobre la que se ubican más de 11 000 viviendas, con una población de más de 28 000 habitantes (el 8,9 % de la población de Valladolid). 

## Localización
Forma parte del distrito 8 de la ciudad junto con los barrios de Sta. Clara-XXV Años de paz, San Pedro Regalado, Barrio del Hospital y Barrio España. 
Los límites según el Ayuntamiento de Valladolid los marcan las calles: Río Pisuerga (margen izquierdo), paseo del Cauce (río Esgueva), calle Siglo de Oro, calle Portillo de Balboa, calle Soto, calle Olmo, calle Linares, calle Portillo de Balboa, calle Rondilla de Santa Teresa, Río Pisuerga (margen izquierdo).

El barrio de La Rondilla está rodeado por los barrios de La Victoria, San Nicolás, San Pablo, Hospital, Santa Clara, avenida de Palencia y 25 años de paz y España. 

## Historia
El barrio de La Rondilla nace en los años 60. En este lugar no había casi ninguna construcción, eran huertas y algún convento.
Las primeras viviendas de La Rondilla aparecen hacía los años 60, pero será entre 1967 y 1977 cuando se llevan construcciones en masa como consecuencia de la expansión industrial que Valladolid empezó a vivir.

## Patrimonio

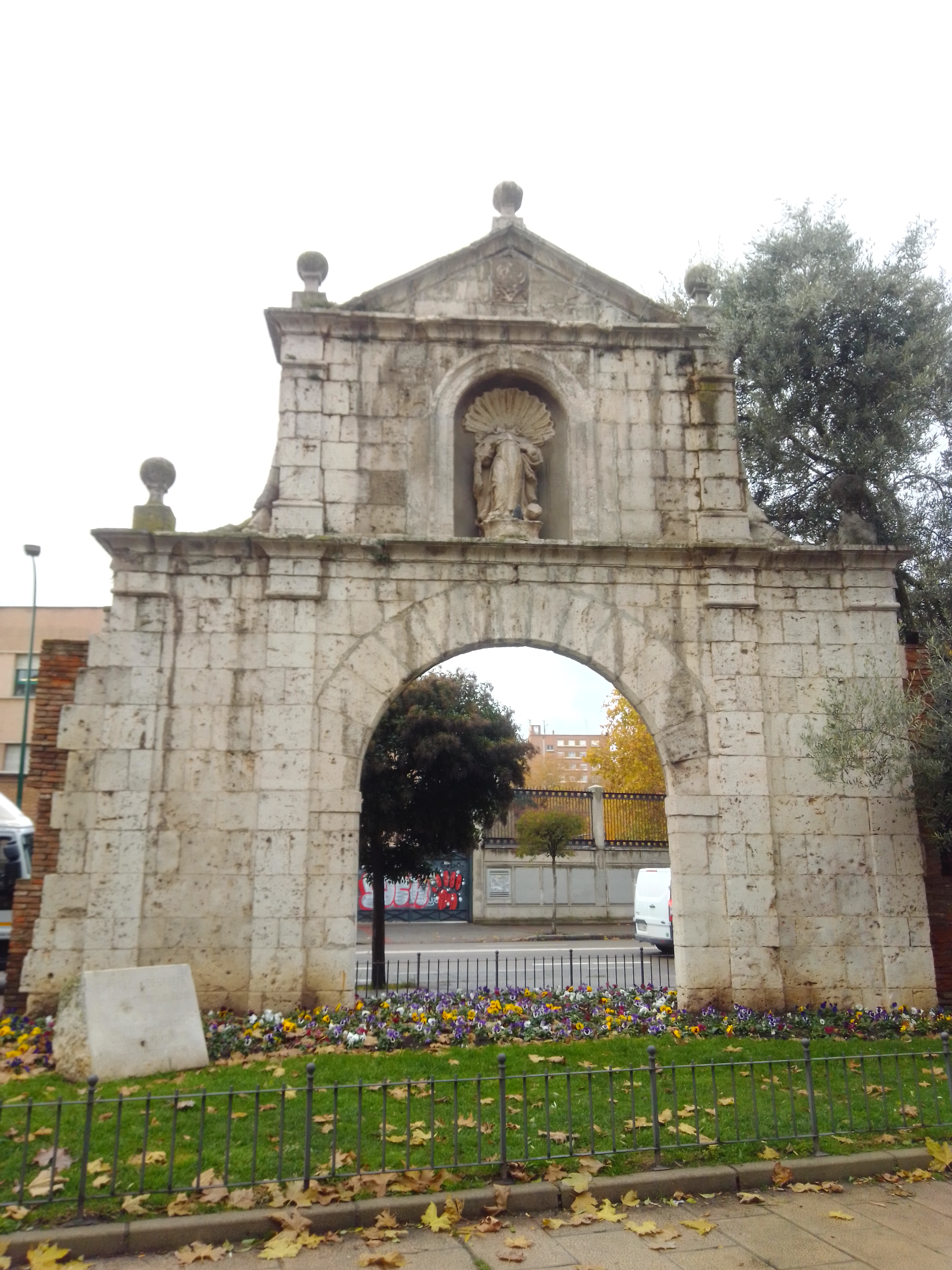
Puerta de los carros.

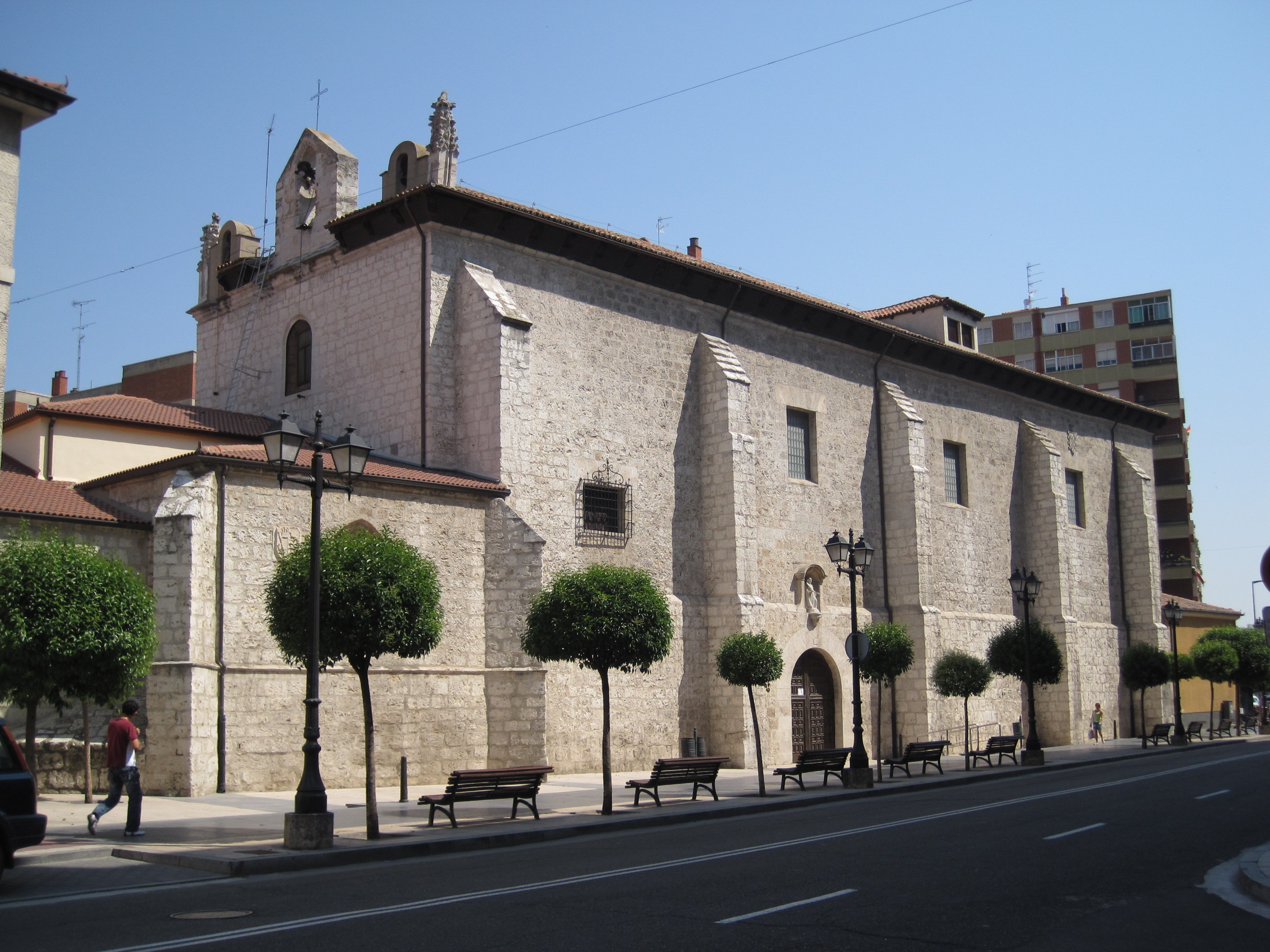
Iglesia de Santa Clara.

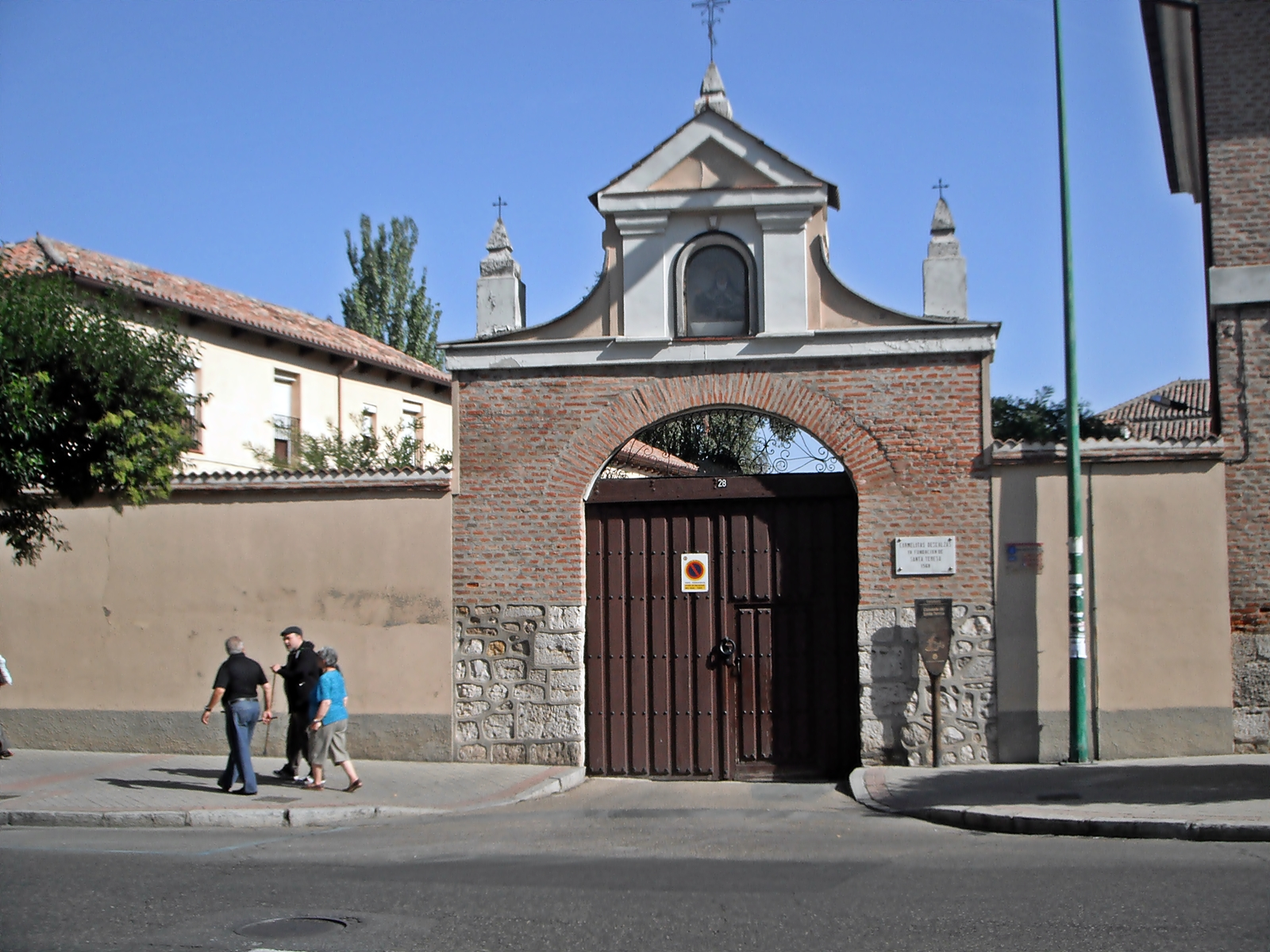
Convento de la Concepción del Carmen o de Santa Teresa.

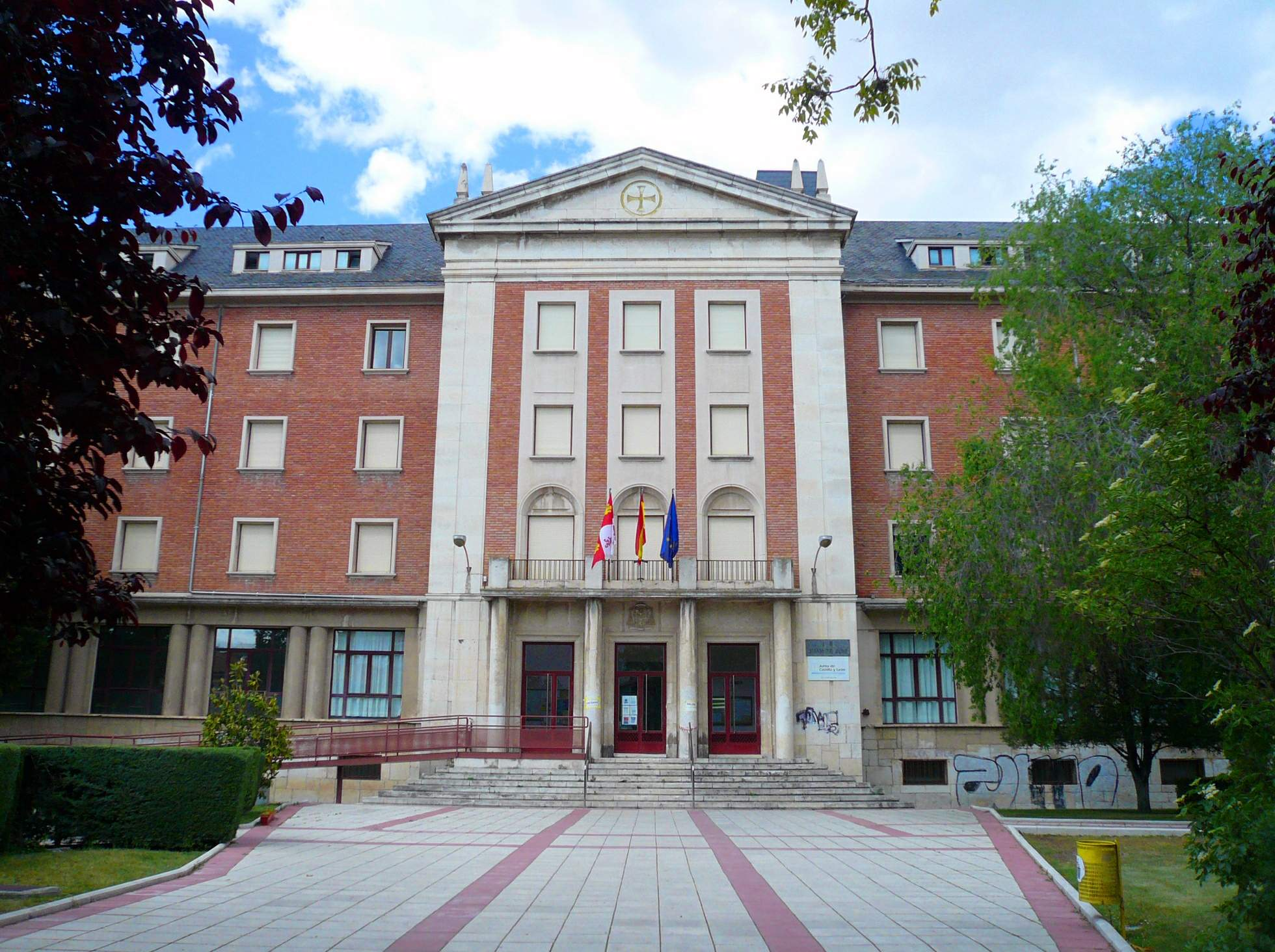
IES Juan de Juni, antiguo Seminario Menor Diocesano.

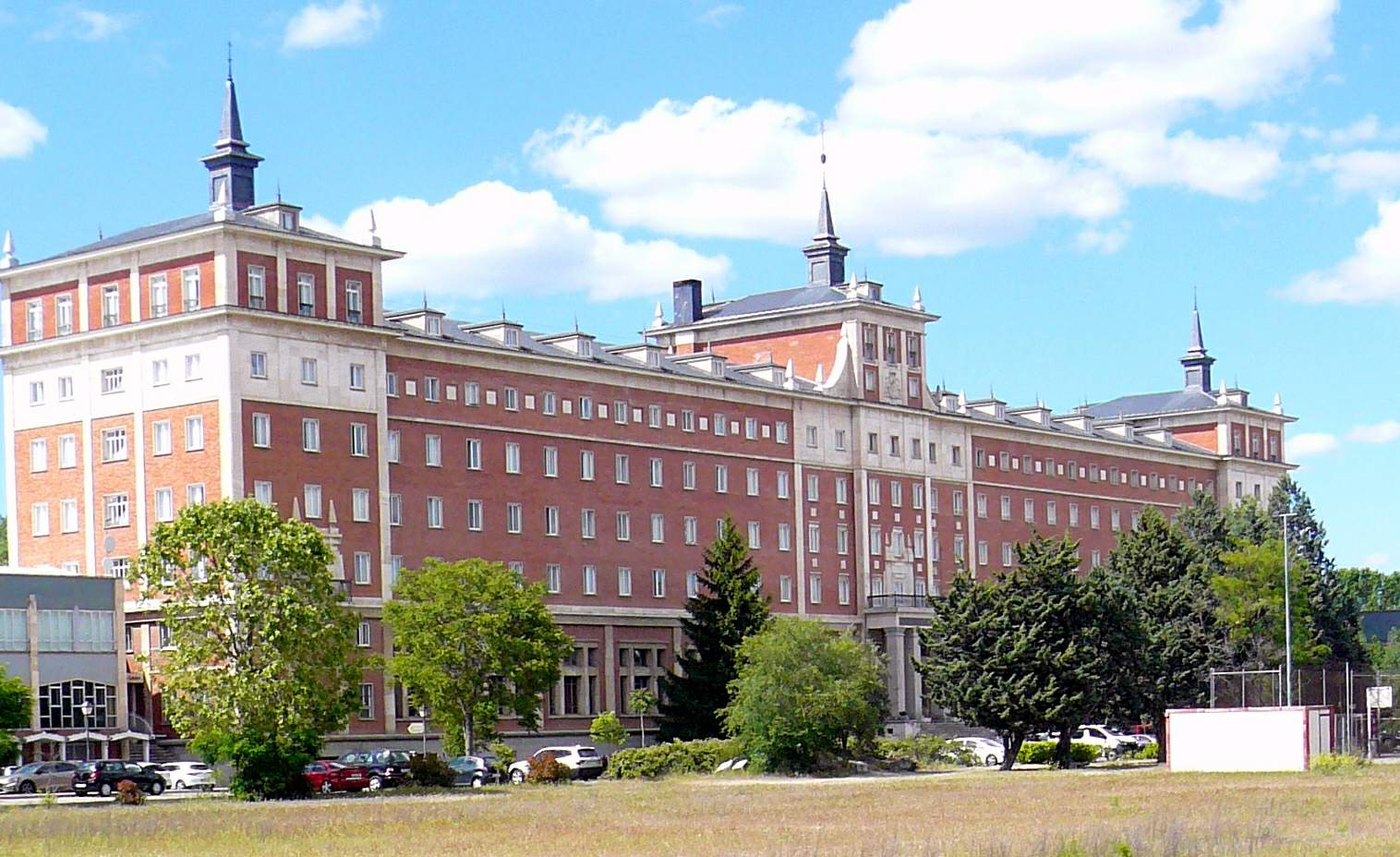
Seminario Mayor Diocesano.

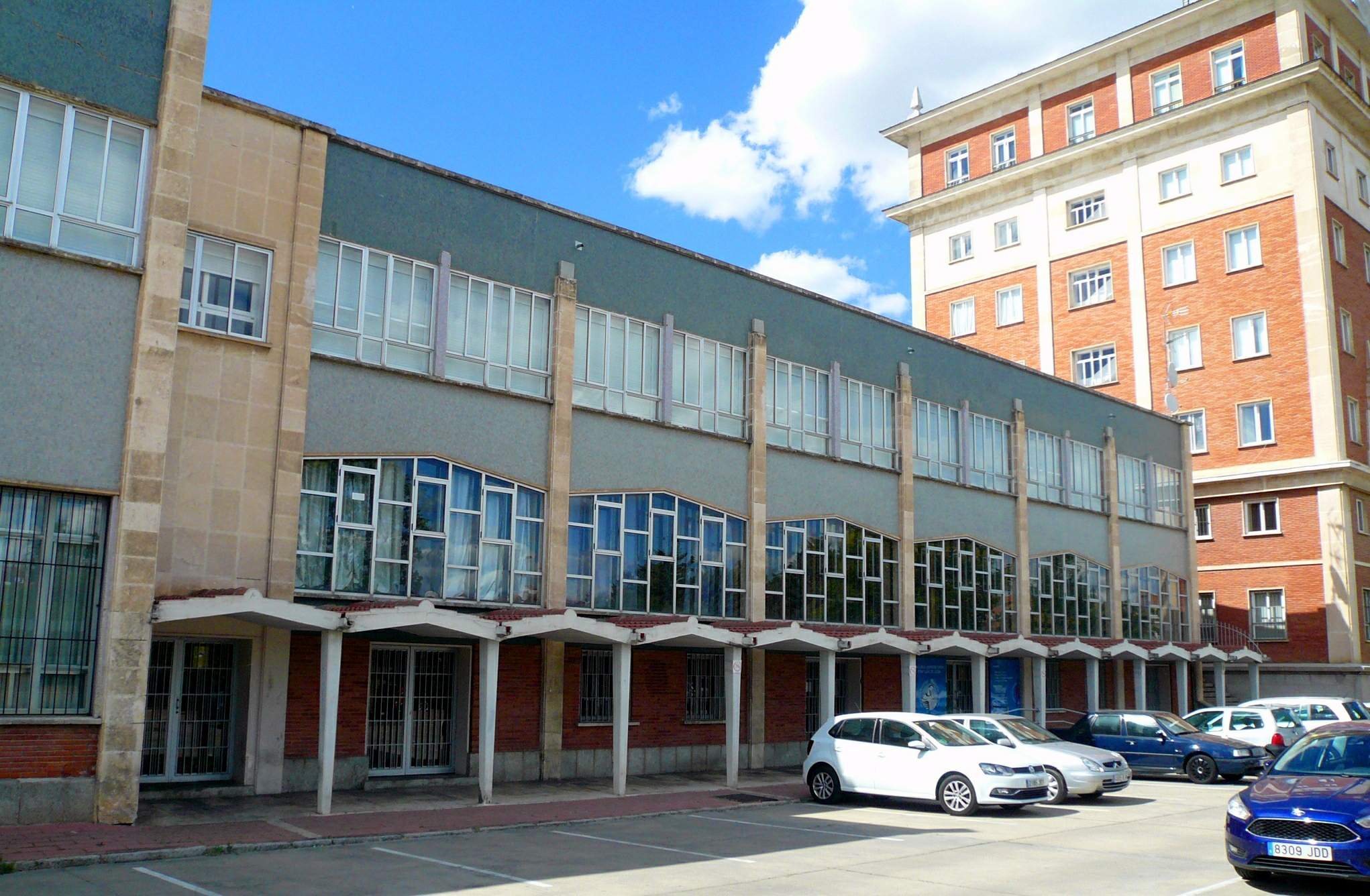
Escuela Universitaria de Magisterio Fray Luis de León.

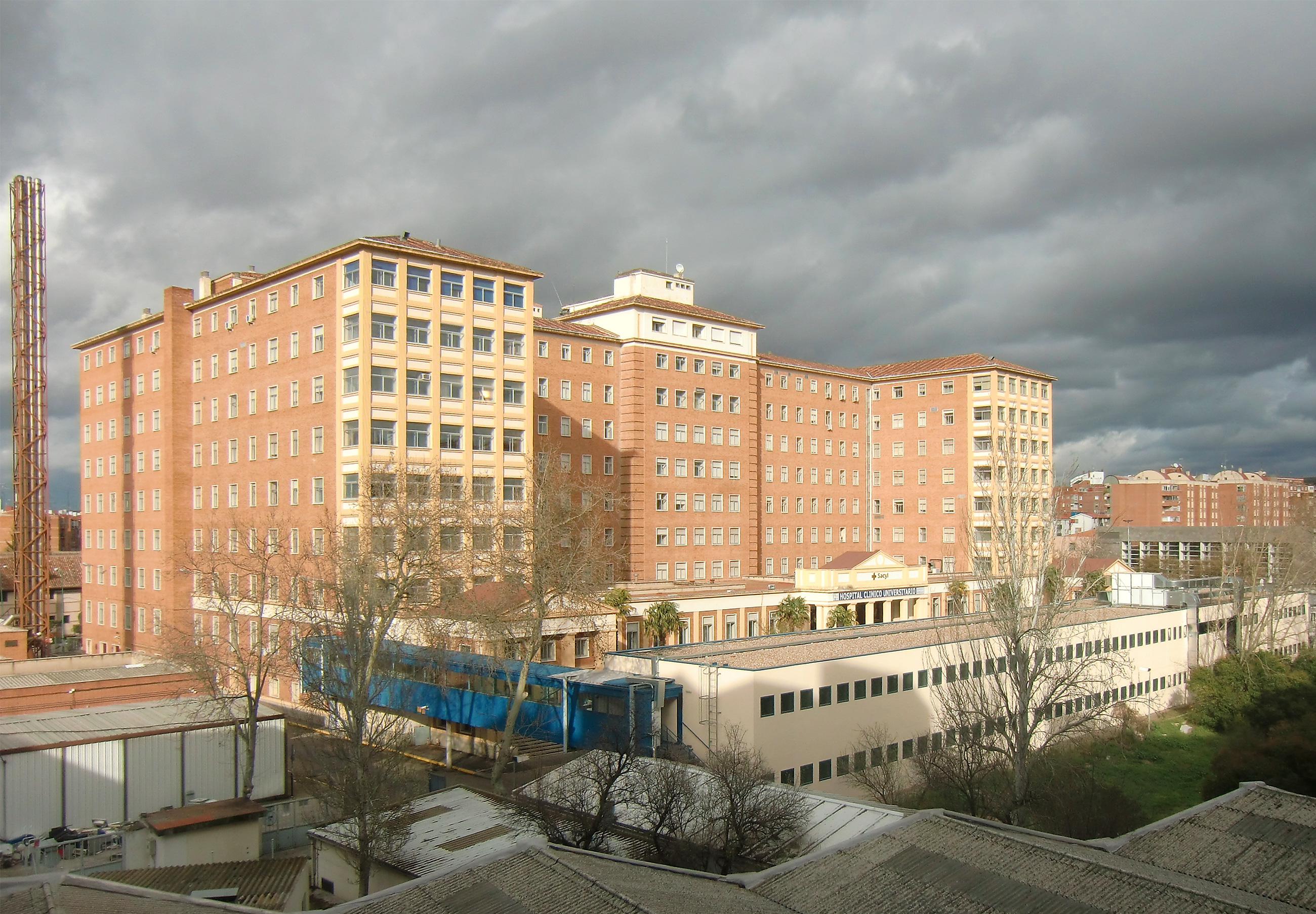
Hospital Clínico Universitario-Edificio Rondilla, antiguo Hospital Pío del Río Hortega.

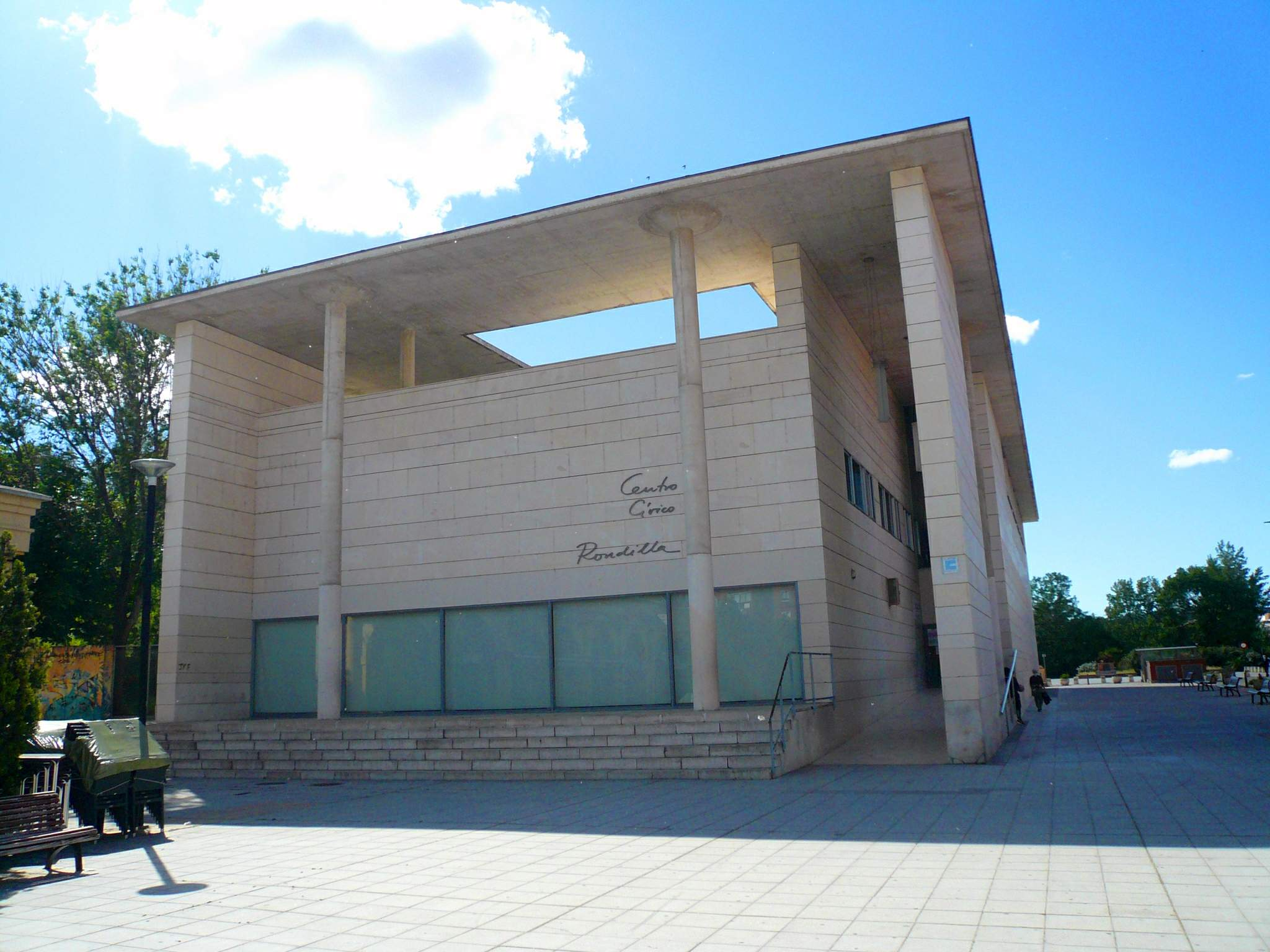
Centro Cívico Rondilla.

### Patrimonio Civil
- Puerta de los Carros: Antigua entrada al huerto del Convento de San Pablo por la Rondilla de Santa Teresa.[3]
- Antigua Central Eléctrica de Linares: Se ubica en la desembocadura del río Esgueva en el río Pisuerga. También llamada Fábrica de la Luz, es uno ejemplo del patrimonio industrial de Valladolid de 1932. Es un conjunto de infraestructura y esclusas para generar electricidad mediante energía hidráulica, ya que sus aguas superan un salto de siete metros de altura. Llegó a producir 172 caballos de fuerza aprovechable. Se cerró definitivamente en 1976. Actualmente se puede visitar y mantiene parte de la mecánica de producción de energía y los embalses colindantes.[4]
- Murales de Manuel Sierra Álvarez: En varias localizaciones del barrio se pueden ver grandes murales de arte contemporáneo sobre el folklore y tradiciones castellanas. Los más antiguos, del año 2000, se ubican en las calles Serafín y Oración, junto al Convento de Santa Teresa.[5]

### Patrimonio religioso
- Convento e iglesia de Santa Clara de Asís: siglo XV.
- Convento de la Concepción del Carmen: También llamado Convento de Santa Teresa. Catalogado como Bien de Interés Cultural.

## Servicios

### Educación

#### Centros de educación infantil
- Colegio público de Educación Infantil Macias Picavea: Localizado en la calle González Dueñas. Se construyó en 1927.
- Centro de Educación Infantil León Felipe: Escuela infantil de titularidad pública para niños de 0-3 años.[6]
- Casa de niños Maestro Claudio: Se trata de un centro público de educación infantil para niños de 0 a 3 años.[7]

#### Centros de educación infantil y primaria
- CEIP Gonzalo de Berceo: colegio público de educación infantil y primaria. Creado en 1983.
- CEIP Entre Ríos: colegio público de educación infantil y primaria. Antes se llamaba Colegio Gutiérrez del Castillo
- CEIP León Felipe: colegio público de educación infantil y primaria.

#### Centros de educación secundaria y Formación Profesional
- IES Ribera de Castilla: Instituto bilingüe en inglés de Educación Secundaria Obligatoria, Bachillerato y Formación Profesional.
- IES Juan de Juni: Instituto bilingüe en inglés de educación secundaria. Imparte las enseñanzas de Educación Secundaria Obligatoria.a (ESO) y bachillerato. Fue erigido en 1957 como Seminario Menor Diocesano, y debido a la disminución de matrícula, en el año 1977 pasó a ser administrado por el Ministerio de Educación convirtiéndose en instituto público.[8] Posee una superficie construida de 7.352 m², distribuida en seis plantas, sobre una superficie de parcela de 38.616 m².[9]

#### Centros de Educación Superior
- Seminario Menor Diocesano de Valladolid: Localizado en la calle Tirso de Molina, en las inmediaciones de la ribera del río Pisuerga. Es un edificio de estilo escurialense inaugurado en el año 1965 como seminario menor y mayor e internado religioso. Uno de los tesoros que alberga en su interior es una biblioteca con obras del siglo XVI al XIX, incunables y biblias únicas en el mundo.[8]
- Escuela de Arte y Superior de Conservación y Restauración de Bienes Culturales de Valladolid: Se ubica en el edificio del antiguo Instituto Santa Teresa.
- Escuela Universitaria de Magisterio "Fray Luis de León": Es un centro universitario privado perteneciente a la Universidad Católica de Ávila.

### Sanidad
- Hospital Clínico Universitario - Edificio Rondilla: Antiguo hospital Pío del Río Hortega. Es un centro de especialidades dependiente del Hospital Clínico Universitario de Valladolid.
- Centro de salud Rondilla: Se ubica en la calle Cardenal Torquemada. Ofrece los servicios de atención primaria, pedriatría, enfermería y urgencias.[10]

### Servicios sociales
- Centro de Acción Social Rondilla.

### Ocio y Cultura
- Centro Cívico Rondilla: También llamado Centro Cívico Casa Blanca. Se localiza en la plaza de Alberto Fernández. Se inauguró en 1996. Alberga la biblioteca municipal del barrio.
- Espacio joven Zona Norte.
- Centro de personas mayores Rondilla. Es el centro municipal de personas mayores más grande de Valladolid. Cuenta con más de 2.000 m² útiles. En sus instalaciones también alberga la oficina del Centro de Acción Social de la Rondilla, el Centro de estancias diurnas con 32 plazas, una cafetería y diferentes salas para talleres, juegos y baile.[11][12]

## Parques y jardines
- Parque Ribera de Castilla. Se inauguró en 1988.
- Plaza Ribera de Castilla: En esta plaza se localiza un parque infantil, las dotaciones deportivas y jardines. En sus jardines se ubica la escultura "Candia" esculpida por la escultora Ana Jiménez e inaugurada en 1996, Candia proviene del puerto medieval de Creta, es una escultura fundida en bronce que representa a una niña ataviada con una camisa corta subida a un columpio en cuyos postes, junto a unos versos de Santiago Montes: "Subiendo, bajando, caracol del tiempo". Además aparece una escalera grabada, dos palomas en la parte superior y diversas huellas de pájaros.[13][14]

## Infraestructuras
- Puente Condesa Eylo: Puente sobre el río Pisuerga, une los barrios de La Rondilla y La Victoria. Fue inaugurado en 1999.
- Comisaría de la Policía municipal. Inaugurada en 1998.
- Galerías de alimentación Rondilla.
- Centro comercial Rondilla.

## Deporte

### Instalaciones deportivas
- Piscina cubierta Ribera de Castilla.
- Piscina descubierta Rondilla.
- Campo de fútbol Ribera de Castilla.[15]
- Pabellón polideportivo Rondilla.
- Polideportivo Gonzalo de Berceo
- Centro de piragüismo Narciso Suárez.

### Clubes deportivos
- Club Deportivo Rondilla.
- Club Deportivo Juventud Rondilla.

### Eventos deportivos
- Cross de la Rondilla. Se celebra desde 1983. Se celebra el último día del año en el Circuito del “Parque Ribera de Castilla”.[16]

## Asociaciones
- Asociación Vecinal Rondilla: Creada en el año 1970 con el nombre de Asociación de Cabezas de Familia del barrio de la Rondilla. En 1977 se transformó en se transformó en la Asociación Familiar del barrio de la Rondilla de Santa Teresa. Las reivindicaciones de la asociación vecinal fueron en los primeros años, la limpieza de las calles, creación de dotaciones municipales (institutos, colegios, centro de salud, centro de mayores, etc.) y adecuación del parque Ribera de Castilla. En 1983, el Ayuntamiento de Valladolid creó la sede en la calle Nebrija y en 1987 otra sede en la calle Marqués de Santillana. En 1990 el Ayuntamiento de Valladolid acordó reconocer a la Asociación Familiar de la Rondilla como entidad ciudadana de utilidad pública municipal. En 1999 recibe el Premio Miguel Hernández del Ministerio de Educación y Cultura como reconocimiento a la gran labor realizada con personas jóvenes y adultas. Con este premio la asociación se presenta a los Premios Internacionales de Alfabetización de la UNESCO. Desde 2018, tiene su sede la calle Portillo de Balboa.[17]
- Fundación Rondilla: Se constituye en el año 2006 con el objetivo de llevar a cabo los programas educativos y de inserción sociolaboral que venía desarrollando la Asociación Vecinal Rondilla hasta ese momento a través del Círculo de Cultura Popular. Actualmente ofrece diferentes programas como: El programa de educación de personas adultas, el programas socio-educativo de infancia y juventud, el programa de nuevas tecnologías, el programa de inserción laboral y el programa de inserción sociocultural de inmigrantes. La fundación tiene su sede en la calle Nebrija. Además, desarrolla diferentes actividades para niños, jóvenes y adultos.[18]
- Asociación de Mujeres de la Rondilla: Nace en el año 1993 con el objetivo de lucha por la igualdad. Ofrece un espacio de encuentro, promoción, participación, reivindicación y solidaridad. Ayuda a prevenir y actuar contra la violencia hacia las mujeres, y dar respuestas a las necesidades sociales emergentes. Ofrece diferentes servicios y programas formativos socio-educativos como: El programa de atención a mujeres víctimas de violencia de género, servicio de orientación laboral y empleo, el programa de apoyo a mujeres y familias en situación de desventaja social y servicio de canguro. Además, organiza diferentes actividades como: Actividades socio-educativas infantiles, escuela de madres y cadena de solidaridad. Tiene su sede en la calle Marqués de Santillana.[19]

## Centros religiosos

### Religión católica
- Parroquia de Santa Teresa de Jesús - Operarios Diocesanos, creada cuando se instituyó el barrio como tal.
- Parroquia de Santa Clara de Asís y San Pedro Apóstol: Entidad nueva, que une a las antiguas parroquias de Santa Clara y San Pedro del Barrio del Hospital.
- Parroquia de San Fernando: perteneciente a la zona '25 años de paz'.

## Fiestas
Las fiestas de La Rondilla fueron, tradicionalmente, en el mes de octubre, en honor de Santa Teresa de Jesús, patrona del barrio, que se creó en torno al monasterio que fundó la santa abulense, situado en la Rondilla de Santa Teresa, avenida que da nombre a todo el barrio. Desde el año 2012 se celebran en el mes de junio